# نورمن وابو
نورمن وابو (انگلیسی: Norman Wabo؛ زادهٔ ۶ مهٔ ۱۹۹۸) بازیکن فوتبال است.
از باشگاه‌هایی که در آن بازی کرده‌است می‌توان به باشگاه فوتبال مایدستون یونایتد اشاره کرد.